# Коваленки (Житомирський район)
Ковале́нки — село в Україні, у Любарської територіальної громади Житомирського району Житомирської області. Населення становить 335 осіб (2001).

## Населення

### Мова
Розподіл населення за рідною мовою за даними перепису 2001 року:
| Мова       | Кількість | Відсоток |
| ---------- | --------- | -------- |
| українська | 329       | 98.21 %  |
| російська  | 6         | 1.79 %   |
| Усього     | 335       | 100 %    |

## Історія
У 1906 році — село Краснопільської волості Житомирського повіту Волинської губернії. Відстань від повітового міста 80 верст, від волості 12. Дворів 77, мешканців 474.
2 листопада 1921 р. під час Листопадового рейду в Коваленках та Панасівці стався бій між Подільською групою (командувач Сергій Чорний) Армії Української Народної Республіки та 7-м кавалерійським полком (командир — Ілля Дубинський) 1-ї бригади 2-ї кавалерійської дивізії московських військ, що переслідував групу.
У 1926—54 роках — адміністративний центр Коваленківської сільської ради Янушпільського та Любарського районів.
10 березня 2017 року включене до складу новоутвореної Любарської територіальної громади Любарського району Житомирської області. Від 19 липня 2020 року, разом з громадою, в складі новоствореного Житомирського району Житомирської області.